# The World at War
The World at War (Brasil: O Mundo em Guerra ) é uma série de documentários britânica que relata os eventos da Segunda Guerra Mundial.

## Informações gerais
Produzida entre 1969 e 1973 pela extinta rede de televisão britânica Thames Television, a série de 26 episódios foi dirigida por Jeremy Isaacs e contou com a narração de Laurence Olivier e a trilha sonora composta por Carl Davis. Exibida originalmente na rede ITV do Reino Unido, entre 31 de outubro de 1973 e 8 de maio de 1974, foi a série mais cara produzida até então, custando £900,000, e fez uso de raras filmagens em cores, além de inúmeros vídeos em preto e branco filmados nos campos de batalha e cidades afetadas. Também foram entrevistados inúmeros membros das campanhas dos Aliados e das Potências do Eixo, bem como  outras testemunhas oculares, entre civis, alistados, oficiais e políticos.
Entre os entrevistados estão importantes personagens históricos diretamente ligados aos conflitos, como membros de alta patente dos exércitos beligerantes, cientistas, engenheiros e políticos, como Albert Speer, Karl Dönitz, Walter Warlimont, James Stewart, Bill Mauldin, W. Averell Harriman, Curtis LeMay, Lord Mountbatten of Burma, Alger Hiss, Toshikazu Kase, Mitsuo Fuchida, Minoru Genda, J. B. Priestley, Brian Horrocks, John J. McCloy, Lawrence Durrell, Arthur Harris, Charles Sweeney, Paul Tibbets, Anthony Eden, Traudl Junge, Mark Clark, Adolf Galland, Hasso von Manteuffel, e o historiador Stephen Ambrose.
Um livro homônimo foi escrito por Mark Arnold-Forster para acompanha-la.
No Brasil, a série foi exibida pela TV Globo com apresentação e narração de Walmor Chagas.

## Recepção
A série foi recebida com clamor pela crítica e ainda hoje  é considerada uma das melhores produções já feitas sobre o tema e um marco na história da televisão britânica. A abordagem de Jeremy Isaacs foi prestigiada pela imparcialidade e por ressaltar a força das imagens colhidas, privilegiando o uso de testemunhos e o ponto de vista humano em detrimento de questões militares complexas.
Em uma lista dos 100 Maiores Programas de Televisão Britânicos, elaborada pelo Instituto de Filmes Britânico no ano 2000, com a votação de profissionais da indústria cinematográfica, The World at War ficou em 19º lugar.